# 은빛역
은빛역은 조선민주주의인민공화국 황해남도 배천군(舊 황해도 연백군 은천면(銀川面) 성호리)에 있는 배천선(白川線)의 철도역이다. 
1932년 9월 1일 토해선(土海線) 성호역(星湖驛)으로 개통되었으나, 6.25 당시 예성강 철교가 파괴되어 폐역되었으며 이후 1971년 배천선의 연장 개통으로 북쪽에 은빛역이 설치되어 배천선의 종점 역이 되었다.